# Landgoed Haarzuilens
Landgoed Haarzuilens is een recreatie- en natuurgebied ten noordwesten van Vleuten-De Meern aan de rand van de stad Utrecht.
Het gebied van 400 hectare wordt beheerd door de Vereniging Natuurmonumenten, waarvan een kantoor zich bevindt op het landgoed. Het landinrichtingsplan werd vanaf 2000 gerealiseerd om de recreatiedruk ten westen van Utrecht op te vangen.
Het landgoed omvat onder andere Kasteel de Haar en omliggende landerijen. Door het gebied lopen wandelroutes, zoals ’t Natte Laand door de weilanden van hoeve Wielrevelt en een historisch Door het gebied lopen Middeleeuwse lanen, zoals de Joostenlaan en de Eikslaan. Het lager gelegen deel bestaat uit een nat en bloemrijk veenweidegebied met boerenslootjes. 
De weilanden van natuurgebied Klein Limburg worden begraasd door Blonde d'Aquitainerunderen. De eendenkooi dateert uit de 17e eeuw. Boomgaard De Boswachter leverde fruit voor de bewoners van Kasteel de Haar.

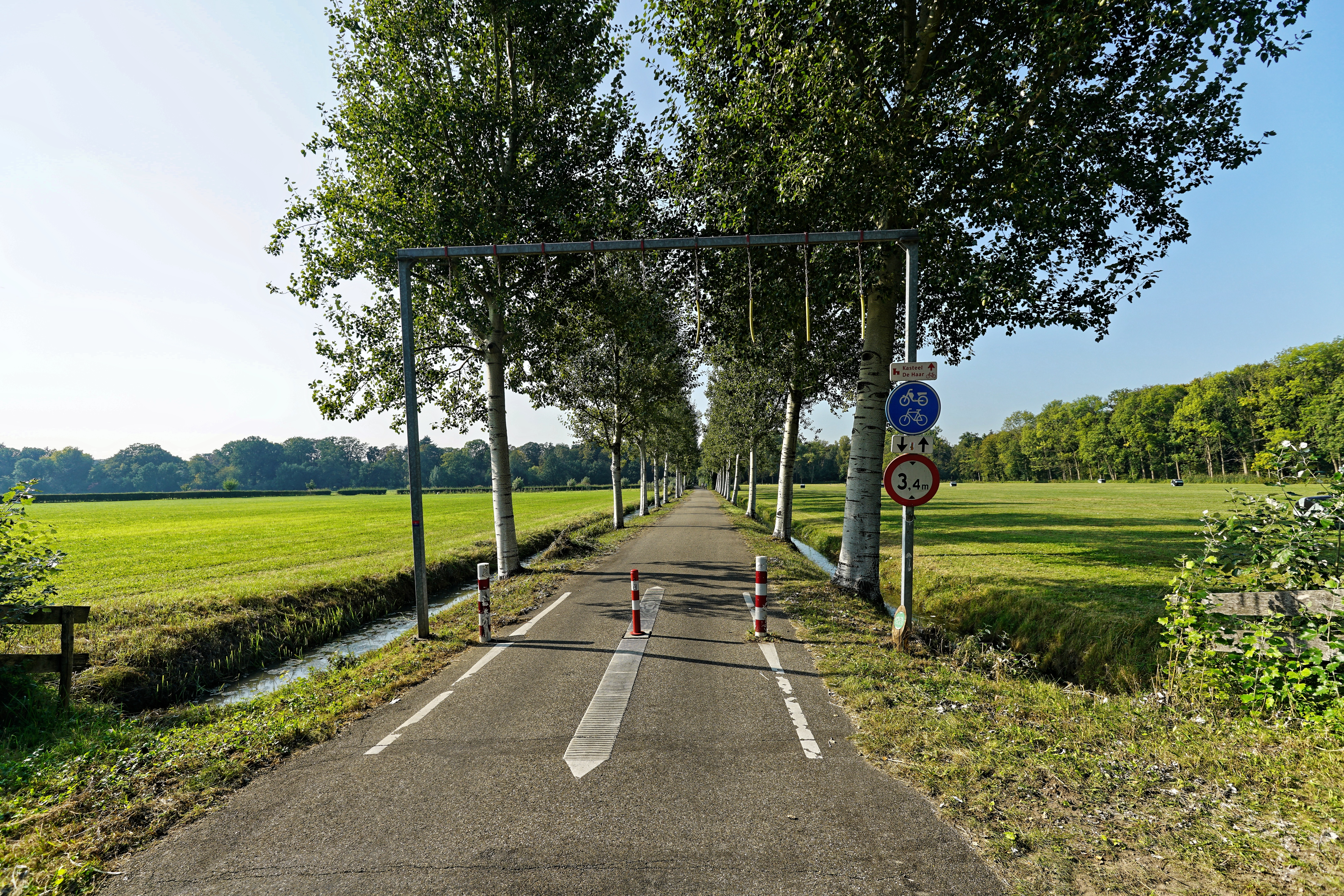
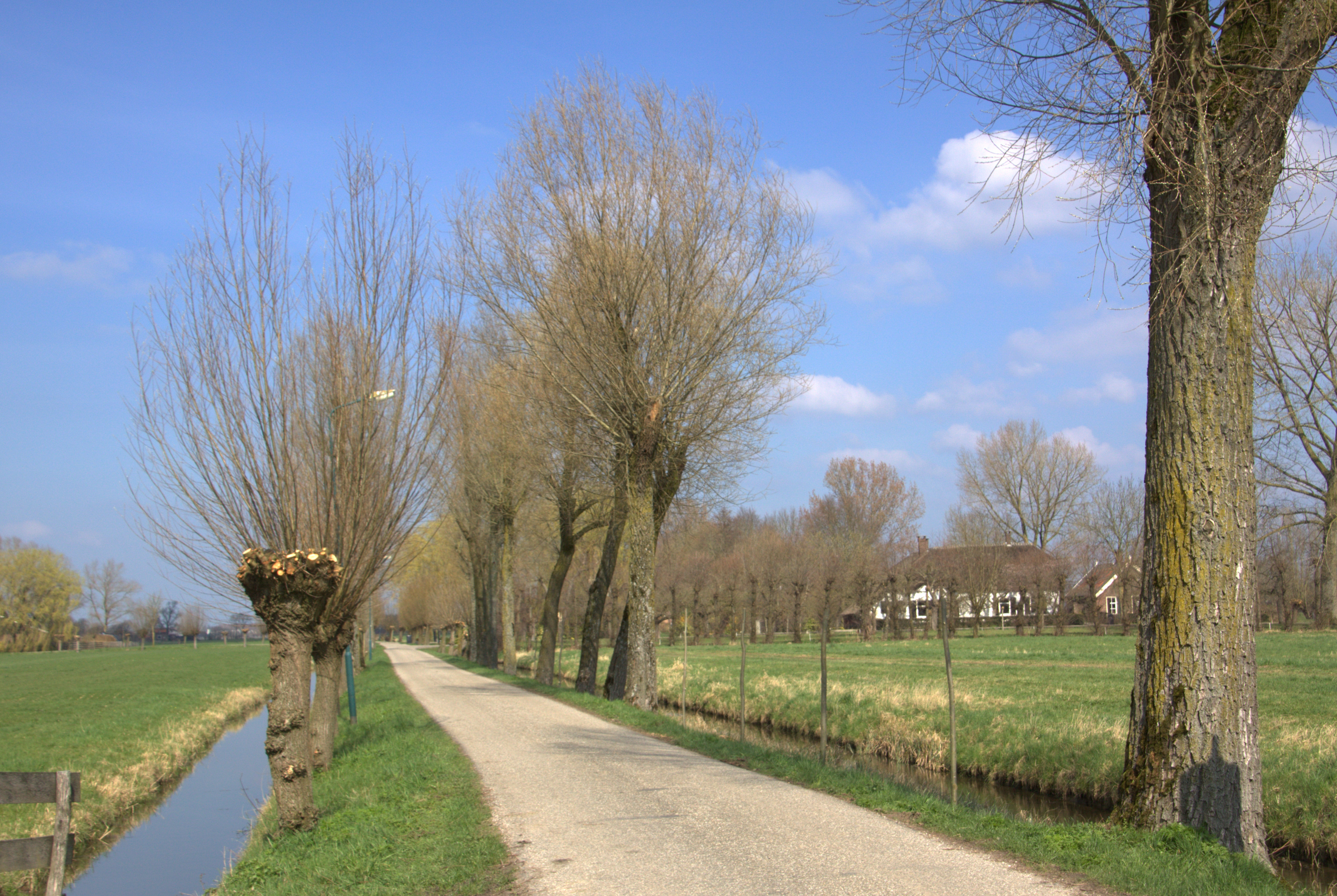
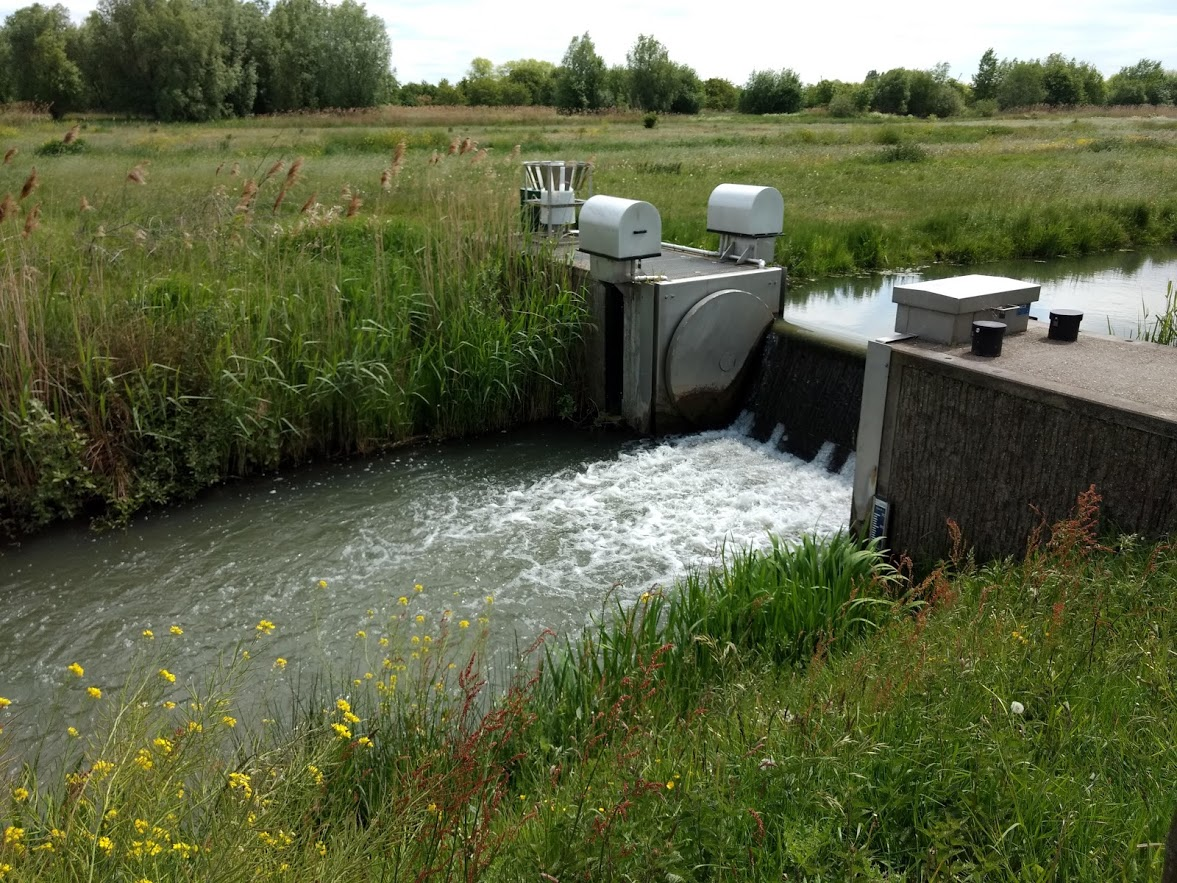